# VTJ Hodonín (fotbal)
VTJ Hodonín byl český vojenský fotbalový klub z Hodonína, který byl založen roku 1960 jako VTJ Dukla Hodonín. Klub se pohyboval převážně v krajských soutěžích.

## Známí hráči
Klubem prošli mj. Vítězslav Kotásek, Martin Vaniak, Petr Kocman nebo Pavel Černý st.

## Historické názvy
Zdroje:
- 1960 – VTJ Dukla Hodonín (Vojenská tělovýchovná jednota Dukla Hodonín)
- 1971 – VTJ Hodonín (Vojenská tělovýchovná jednota Hodonín)
- 1990 – sloučen s TJ Sigma Hodonín do VTJ Sigma Hodonín

## Umístění v jednotlivých sezonách
Legenda: Z – zápasy, V – výhry, R – remízy, P – porážky, VG – vstřelené góly, OG – obdržené góly, +/− – rozdíl skóre, B – body, červené podbarvení – sestup, zelené podbarvení – postup, fialové podbarvení – reorganizace, změna skupiny či soutěže
| Československo (1960–1988) |                                              |        |    |     |     |     |     |     |     |    |        |
| Sezóna                     | Liga                                         | Úroveň | Z  | V   | R   | P   | VG  | OG  | +/− | B  | Pozice |
| ...                        |                                              |        |    |     |     |     |     |     |     |    |        |
| 1967/68                    | Okresní přebor Hodonínska                    | 7      | 26 | ... | ... | ... | ... | ... | ... |    | 1.     |
| 1968/69                    | I. B třída Jihomoravského kraje – sk. B      | 6      | 26 | ... | ... | ... | ... | ... | ... |    | 1.     |
| 1969/70                    | I. A třída Jihomoravské župy – sk. B         | 6      | 26 | 14  | 4   | 8   | 64  | 40  | +24 | 32 | 2.     |
| 1970/71                    | I. A třída Jihomoravské župy – sk. B         | 6      | 26 | 9   | 10  | 7   | 37  | 33  | +4  | 28 | 8.     |
| 1971/72                    | I. A třída Jihomoravské župy – sk. B         | 6      | 26 | 12  | 5   | 9   | 64  | 41  | +23 | 29 | 4.     |
| 1972/73                    | I. A třída Jihomoravského kraje – sk. B      | 6      | 26 | 15  | 7   | 4   | 61  | 32  | +29 | 37 | 1.     |
| 1973/74                    | Jihomoravský krajský přebor                  | 5      | 30 | 8   | 6   | 16  | 38  | 66  | −28 | 22 | 14.    |
| 1974/75                    | I. A třída Jihomoravského kraje – sk. B      | 6      | 26 | …   | …   | …   | …   | …   | …   |    |        |
| 1975/76                    | I. A třída Jihomoravského kraje – sk. C      | 6      | 26 | 17  | 7   | 2   | 68  | 22  | +46 | 41 | 1.     |
| 1976/77                    | Jihomoravský krajský přebor                  | 5      | 30 | 10  | 8   | 12  | 48  | 49  | −1  | 28 | 9.     |
| 1977/78                    | Jihomoravský krajský přebor                  | 4      | 30 | 10  | 9   | 11  | 35  | 41  | −6  | 29 | 12.    |
| 1978/79                    | Jihomoravský krajský přebor                  | 4      | 30 | 10  | 8   | 12  | 46  | 52  | −6  | 28 | 12.    |
| 1979/80                    | Jihomoravský krajský přebor                  | 4      | 30 | 0   | 7   | 23  | 16  | 73  | −57 | 7  | 16.    |
| 1980/81                    | I. A třída Jihomoravského kraje – sk. A      | 5      | 30 | 13  | 8   | 9   | 51  | 37  | +14 | 34 | 4.     |
| 1981/82                    | I. A třída Jihomoravského kraje – sk. B      | 6      | 29 | 10  | 7   | 12  | 43  | 50  | −7  | 27 | 12.    |
| 1982/83                    | I. A třída Jihomoravského kraje – sk. B      | 6      | 30 | 16  | 7   | 7   | 67  | 42  | +25 | 39 | 2.     |
| 1983/84                    | Jihomoravský krajský přebor – sk. B          | 5      | 24 | 5   | 3   | 16  | 27  | 50  | −23 | 13 | 13.    |
| 1984/85                    | Jihomoravská krajská soutěž I. třídy – sk. B | 6      | 26 | 10  | 7   | 9   | 46  | 36  | +10 | 27 | 5.     |
| 1985/86                    | Jihomoravská krajská soutěž I. třídy – sk. B | 6      | 26 | 18  | 2   | 6   | 98  | 30  | +68 | 38 | 2.     |
| 1986/87                    | I. A třída Jihomoravského kraje – sk. B      | 6      | 26 | 10  | 8   | 8   | 46  | 38  | +8  | 28 | 4.     |
| 1987/88                    | I. A třída Jihomoravského kraje – sk. B      | 6      | 26 | 12  | 4   | 10  | 37  | 32  | +5  | 28 | 5.     |
| 1988/89                    | I. A třída Jihomoravského kraje – sk. A      | 6      | 26 | ... | ... | ... | ... | ... | ... |    |        |

Poznámky:
- 1981/82: Chybí výsledek posledního utkání.[13]